# Умеда
34°42′00″ пн. ш. 135°29′49″ сх. д. / 34.7° пн. ш. 135.497° сх. д.
Умеда (яп. 梅田) - великий комерційний, діловий, торговий і розважальний район в Кіта-ку, Осака, Японія, і головний північний залізничний термінал міста Вокзал Осака. Назва району означає "сливове поле".

## Історія

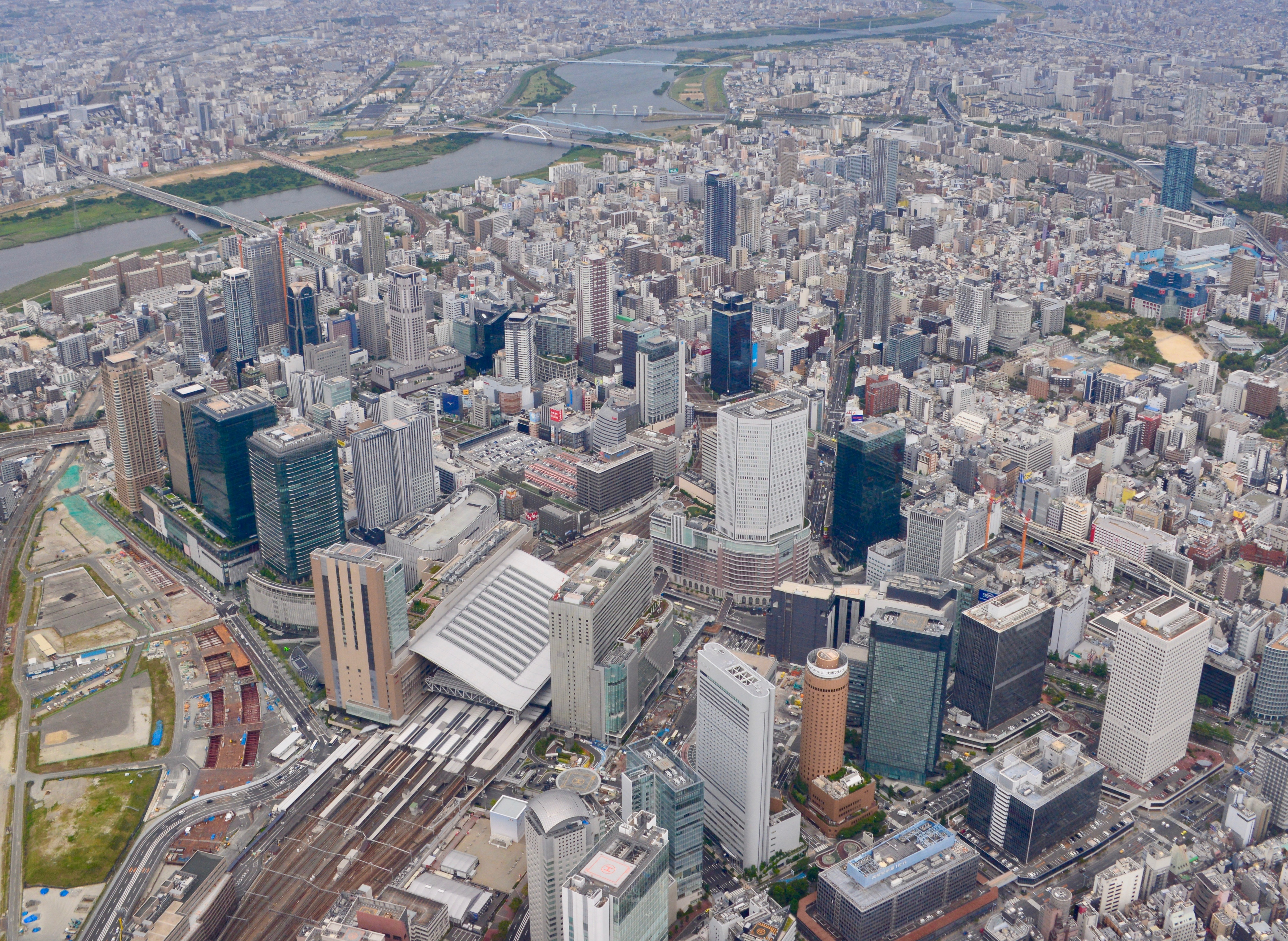
Район Умеда

Умеда історично називалося Умеда Хака (Могила Умеда), оскільки було одним з 7 найбільших кладовищ Осаки з періоду Едо  (1603-1868) до перших 20 років  періоду Мейдзі  (1868-1912). У 2020 році дослідницькі групи для проєкту реконструкції Умекіта виявили стародавні останки поховань понад 1 500 осіб. Експерти кажуть, що ці останки належали простолюдинам, а не аристократії. Вони використовували кілька стилів поховання, як кремовані, так і поховані в закритих дерев'яних трунах, бочкоподібних відкритих контейнерах і глиняних трунах, які називаються камеганбо (черепашачі труни). Вони знайшли такі поховальні предмети, як люльки, глиняні ляльки, рокусенмон (набір з шести монет для оплати переправи через річку Сандзу, яка розділяє світ живих і потойбічний світ) і дзюдзудама (молитовні намистини на зразок вервиці). Кам'яна стіна відокремлювала братську могилу зі скелетами, які були лише присипані землею. Вважається, що це померлі від чуми. 
До 1870-х років територія, на якій зараз знаходиться Умеда, була сільськогосподарською землею. У 1870-х роках ця територія була рекультивована і заселена урядом префектури, щоб підтримати створення першого вокзалу Осаки. 
Оригінальний вокзал Осаки, двоповерхова будівля з червоної цегли, був відкритий у 1874 році, разом з першою залізницею, що з'єднала міста Осака і Кобе , а в 1876 році – додаткова лінія до Кіото.  Це, по суті, було заснуванням Умеди як району. Оскільки промисловість у цьому районі зростала на зламі століть, станція потребувала розширення, тож у 1901 році першу станцію було знесено, а на місці, де сьогодні знаходиться станція Осака, було збудовано більшу за розмірами, але в іншому вигляді. Станція Hanshin Umeda була побудована у 1906 році,  потім станція Hankyu Umeda в 1910 році,  станція метро Umeda та лінія метро Midosuji в 1933 році  і станція Kitashinchi в 1997 році. Нинішнє втілення станції Осака було побудовано в 1979 році , але зазнало масштабної реконструкції та реконструкції між 2005 і 2011 роками,   включаючи прибудову будівлі Північних воріт, скляний дах, що покриває колії, і величезні додаткові торгові площі, що забезпечують магазини, ресторани, спортивні центри та кінотеатри в цьому районі. До повторного відкриття у 2011 році станція отримала нову назву - "Станція Осака-Сіті". 
Будівництво Umeda Sky Building у 1993 році та ребрендинг залізничного вокзалу Осаки у 2011 році перетворили район Умеда з ділового на торговельний та туристичний центр.

## Територія
Офіційні райони Умеди:

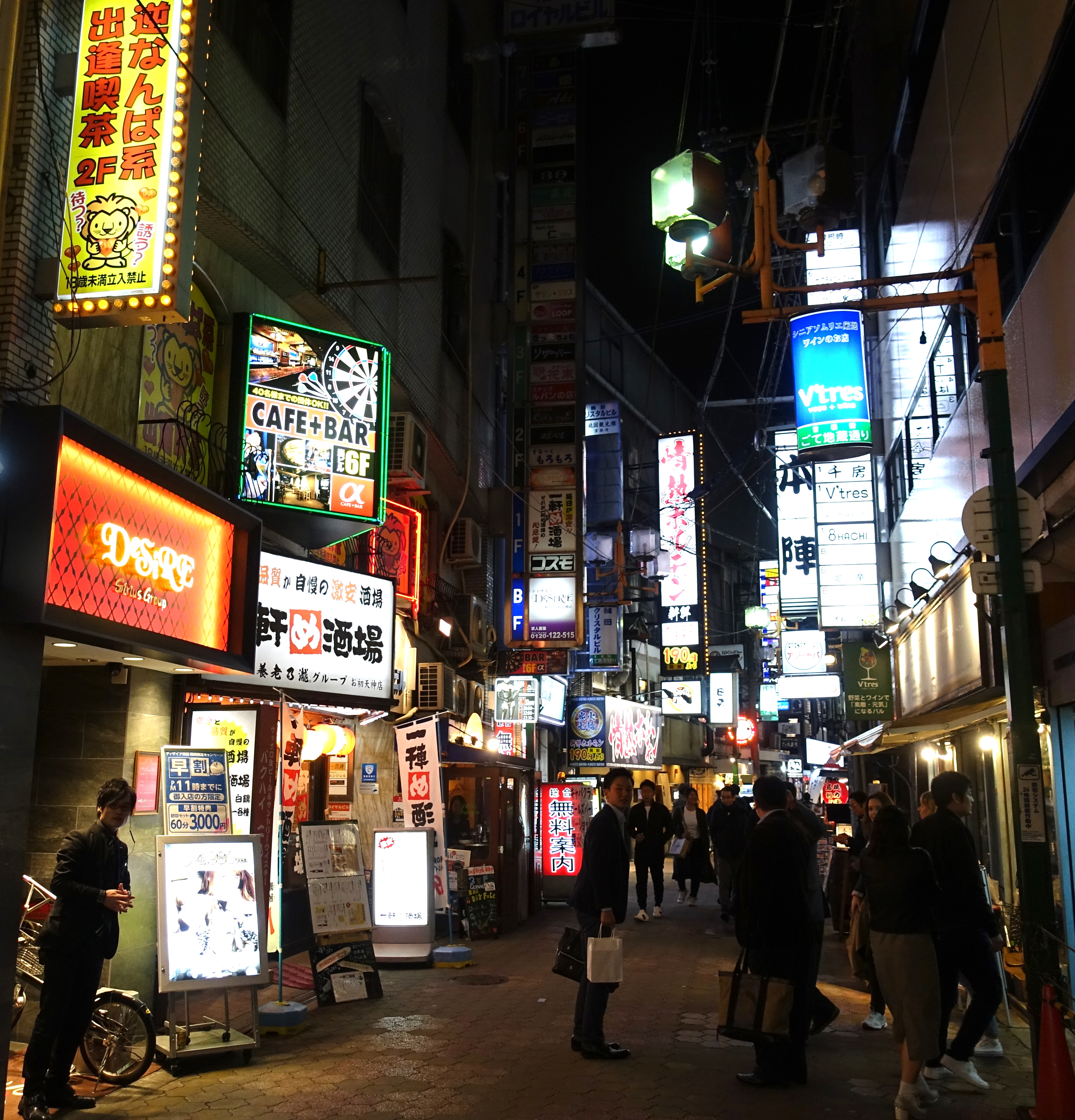
Вид на Сонезакі вночі

- Umeda 1-chome: Diamond District, Hanshin Department Store, Hilton Hotels & Resorts Osaka.
- Umeda 2-chome: Osaka Garden City, Herbis Osaka
- Umeda 3-chome: станція Osaka, Osaka Garden City, площа Nishi Umeda

Території, яку зазвичай називають Умедою, хоча вона знаходиться за межами власне Умеди:
- Шибата
- Чаямачі
- Цуруно
- Тойосакі 2-чоме
- Какуда
- Nakazaki 2-chome, 4-chome
- Комацубара
- Дояма
- Банзай
- Тайюдзі
- Тогано
- Сонезакі
- Сонезакі Шінчі
- Додзіма
- Додзіхама
- Нішітенма
- Ойодо-Нака 1-чоме
- Ойодо-Мінамі 1-чоме
- Офукачо
- Накацу 1-тьоме, 5-чоме

Ці райони офіційно не є частиною району Умеда, але можуть використовувати "Умеда" на своїх будівлях, назвах компаній та в рекламі, і їх зазвичай неофіційно називають районом Умеда. Прикладом цього є хмарочос  будівля Umeda Sky Building, одна з найбільш впізнаваних визначних пам'яток Осаки, яка знаходиться не в Умеді, а в Ойодо-Нака 